# 1994 في المغرب
فيما يلي قوائم الأحداث التي وقعت خلال عام 1994 في المغرب.

## أحداث
- 21 أغسطس – حادث سقوط طائرة تابعة لـالخطوط الملكية المغربية الرحلة 630 (الوفيات	44شخص، الركاب 40 +الطاقم 4)[1]
- 24 أغسطس - تفجيرات إرهابية تهز المغرب، بفندق اطلس اسني بمراكش

## الرياضة
- شارك المغرب في منافسات نهائي كأس العالم 1994 بالولايات المتحدة الأمريكية:
- 19 يونيو 1994: إنهزم أمام  بلجيكا بـ 1-0
- 25 يونيو 1994: إنهزم أمام  السعودية بـ 2-1
- 29 يونيو 1994: إنهزم أمام  هولندا بـ 2-1

- فوز نادي الأولمبيك البيضاوي بالدوري المغربي لكرة القدم 1993–94.
- 20 أبريل 1994: إنهزم المنتخب المغربي بـ 1-3 أمام منتخب الأرجنتين في مقابلة ودية اجريت في مدينة سالتا (الأرجنتين).

## مواليد

### يناير
- 1 يناير – رضى الهجهوج لاعب كرة قدم مغربي.
- 3 يناير – سعد آيت خورسة

### فبراير
- 16 فبراير - سعد موفق، ممثل مغربي.

### مارس
- 23 مارس – أسامة طنان لاعب كرة قدم هولندي.
- 27 مارس – مهدي مفضل لاعب كرة قدم مغربي.

### أبريل
- 22 أبريل – حمزة صنهاجي لاعب كرة قدم مغربي.

### يونيو
- 13 يونيو – سلمى رشيد مغنية مغربية
- 29 يونيو – آدم النفاتي لاعب كرة قدم مغربي.

### يوليو
- 19 يوليو – عمر بلمير مغني مغربي.
- 23 يوليو – وليد الكرتي لاعب كرة قدم مغربي.

### أغسطس
- 4 أغسطس – محمد اليونسي لاعب كرة قدم نرويجي.
- 20 أغسطس – عبد الرحيم مقران لاعب كرة قدم مغربي.
- 23 أغسطس – حنان الخضر مغنية مغربية.

### سبتمبر
- 8 سبتمبر – بدر الدين بنعاشور
- 24 سبتمبر – أشرف بنشرقي لاعب كرة قدم مغربي.

### أكتوبر
- 14 أكتوبر – محمد السعيدي لاعب كرة قدم مغربي.

### نوفمبر
- 30 نوفمبر – حميد أحداد

## وفيات

### يناير
- 1 يناير – زهرة الفاسية (مواليد 1905) مغنية مغربية.

### مايو
- 10 مايو – محمد المكي الناصري (مواليد 1906) سفير مغربي.

### أكتوبر
- 28 أكتوبر – العربي الدغمي (مواليد 1931) ممثل مغربي.